# Општина Коакалко де Бериозабал (Мексико)
Коакалко де Бериозабал (шп. Coacalco de Berriozábal) општина је у Мексику у савезној држави Мексико. Општина се налази на надморској висини од 2257 м.

## Становништво
Према подацима из 2010. у општини је живело 278064 становника.

### Хронологија
| Година       | 2000                     | 2005                     | 2010                     |
| ------------ | ------------------------ | ------------------------ | ------------------------ |
| Становништво | 252555 (122901 / 129654) | 285943 (139068 / 146875) | 278064 (134141 / 143923) |

### Попис
| \| \| м \| \| \| ж \| \| 0—2 \| 6.223 \| \| \| 5.714 \| \| 3—5 \| 6.768 \| \| \| 6.607 \| \| 6—11 \| 14.736 \| \| \| 14.345 \| \| 12—14 \| 7.230 \| \| \| 7.258 \| \| 15—17 \| 7.563 \| \| \| 7.526 \| \| 18—24 \| 17.195 \| \| \| 17.509 \| \| 60+ \| 9.853 \| \| \| 11.948 \| \| Просек : \| 30,1 \| \| \| 31,4 \| |        |  |  |        |
| |        |  |  |        |
| | м      |  |  | ж      |
| 0—2 | 6.223  |  |  | 5.714  |
| 3—5 | 6.768  |  |  | 6.607  |
| 6—11 | 14.736 |  |  | 14.345 |
| 12—14 | 7.230  |  |  | 7.258  |
| 15—17 | 7.563  |  |  | 7.526  |
| 18—24 | 17.195 |  |  | 17.509 |
| 60+ | 9.853  |  |  | 11.948 |
| Просек : | 30,1   |  |  | 31,4   |

| #   | Индикатор                                                                                        | Вредност |
| --- | ------------------------------------------------------------------------------------------------ | -------- |
| 1   | Становништво од 0 до 2 године                                                                    | 11937    |
| 2   | Мушко становништво од 0 до 2 године                                                              | 6223     |
| 3   | Женско становништво од 0 до 2 године                                                             | 5714     |
| 4   | Становништво са 3 и више година                                                                  | 263133   |
| 5   | Мушко становништво са 3 и више година                                                            | 126423   |
| 6   | Женско становништво са 3 и више година                                                           | 136710   |
| 7   | Становништво са 5 и више година                                                                  | 254276   |
| 8   | Мушко становништво са 5 и више година                                                            | 121968   |
| 9   | Женско становништво са 5 и више година                                                           | 132308   |
| 10  | Становништво са 12 и више година                                                                 | 220677   |
| 11  | Мушко становништво са 12 и више година                                                           | 104919   |
| 12  | Женско становништво са 12 и више година                                                          | 115758   |
| 13  | Становништво са 15 и више година                                                                 | 206189   |
| 14  | Мушко становништво са 15 и више година                                                           | 97689    |
| 15  | Женско становништво са 15 и више година                                                          | 108500   |
| 16  | Становништво са 18 и више година                                                                 | 191100   |
| 17  | Мушко становништво са 18 и више година                                                           | 90126    |
| 18  | Женско становништво са 18 и више година                                                          | 100974   |
| 19  | Становништво од 3 до 5 година                                                                    | 13375    |
| 20  | Мушко становништво од 3 до 5 година                                                              | 6768     |
| 21  | Женско становништво од 3 до 5 година                                                             | 6607     |
| 22  | Становништво од 6 до 11 година                                                                   | 29081    |
| 23  | Мушко становништво од 6 до 11 година                                                             | 14736    |
| 24  | Женско становништво од 6 до 11 година                                                            | 14345    |
| 25  | Становништво од 8 до 14 година                                                                   | 34196    |
| 26  | Мушко становништво од 8 до 14 година                                                             | 17230    |
| 27  | Женско становништво од 8 до 14 година                                                            | 16966    |
| 28  | Становништво од 12 до 14 година                                                                  | 14488    |
| 29  | Мушко становништво од 12 до 14 година                                                            | 7230     |
| 30  | Женско становништво од 12 до 14 година                                                           | 7258     |
| 31  | Становништво од 15 до 17 година                                                                  | 15089    |
| 32  | Мушко становништво од 15 до 17 година                                                            | 7563     |
| 33  | Женско становништво од 15 до 17 година                                                           | 7526     |
| 34  | Становништво од 18 до 24 године                                                                  | 34704    |
| 35  | Мушко становништво од 18 до 24 године                                                            | 17195    |
| 36  | Женско становништво од 18 до 24 године                                                           | 17509    |
| 37  | Женско становништво од 15 до 49 година                                                           | 82371    |
| 38  | Становништво са 60 и више година                                                                 | 21801    |
| 39  | Мушко становништво са 60 и више година                                                           | 9853     |
| 40  | Женско становништво са 60 и више година                                                          | 11948    |
| 41  | Однос између мушкараца и жена                                                                    | 93.2     |
| 42  | Становништво од нуле до 14 година                                                                | 68881    |
| 43  | Становништво од 15 до 64 године                                                                  | 192824   |
| 44  | Становништво од 65 година и више                                                                 | 13365    |
| 45  | Просечан број деце                                                                               | 1.85     |
| 46  | Становништво рођено у ентитету                                                                   | 110737   |
| 47  | Мушко становништво рођено у ентитету                                                             | 54369    |
| 48  | Женско становништво рођено у ентитету                                                            | 56368    |
| 49  | Становништво рођено у другом ентитету                                                            | 163042   |
| 50  | Мушко становништво рођено у другом ентитету                                                      | 77635    |
| 51  | Женско становништво рођено у другом ентитету                                                     | 85407    |
| 52  | Становништво од 5 година и више резидентно у ентитету у јуну 2005. године                        | 240962   |
| 53  | Мушко становништво старосног доба од 5 година и више, резидентно у ентитету у јуну 2005. године  | 115442   |
| 54  | Женско становништво старосног доба од 5 и више година, резидентно у ентитету у јуну 2005. године | 125520   |
| 55  | Становништво од 5 година и више које је живело у другом ентитету у јуну 2005. године             | 11336    |
| 56  | Мушко становништво старије од 5 година које је живело у другом ентитету у јуну 2005. године      | 5459     |
| 57  | Женско становништво старије од 5 година које је живело у другом ентитету у јуну 2005. године     | 5877     |
| 58  | Становништво од 3 године и више које говори аутохтони језик                                      | 1621     |
| 59  | Мушко становништво старо 3 године и више које говори аутохтони језик                             | 845      |
| 60  | Женско становништво старо 3 године и више које говори аутохтони језик                            | 776      |
| 61  | Становништво од 3 године и више које говори аутохтони језик и не говори шпански језик            | 5        |
| 62  | Мушко становништво старо 3 године и више које говори аутохтони језик и не говори шпански         | 2        |
| 63  | Женско становништво старо 3 године и више које говори аутохтони језик и не говори шпански језик  | 3        |
| 64  | Становништво старо 3 године и више које говори аутохтони језик и шпански                         | 1222     |
| 65  | Мушко становништво старо 3 године и више које говори аутохтони језик и шпански                   | 641      |
| 66  | Женско становништво старо 3 године и више које говори аутохтони језик и шпански                  | 581      |
| 67  | Становништво од 5 година и више које говори аутохтони језик                                      | 1609     |
| 68  | Становништво од 5 година и више које говори аутохтони језик и не говори шпански језик            | 5        |
| 69  | Становништво од 5 година и више које говори аутохтони језик и говори шпански језик               | 1217     |
| 70  | Становништво у домородачким домаћинствима                                                        | 4111     |
| 71  | Становништво са ограничењима у активностима                                                      | 8125     |
| 72  | Становништво са ограниченим ходањем или кретањем, горе или доле                                  | 3900     |
| 73  | Становници са ограничењима вида, чак и уз кориштење сочива                                       | 2677     |
| 74  | Становништво са ограничењима говора, комуникације или конверзације                               | 558      |
| 75  | Становништво са ограниченим слухом                                                               | 902      |
| 76  | Становништво са ограничењима при одевању, купању или јелу                                        | 314      |
| 77  | Становништво са ограничењима у опажању или учењу једноставних ствари                             | 333      |
| 78  | Становништво са менталним ограничењима                                                           | 818      |
| 79  | Становништво без ограничења активности                                                           | 265534   |
| 80  | Становништво од 3 до 5 година које не похађа школу                                               | 5289     |
| 81  | Мушко становништво од 3 до 5 година које не похађа школу                                         | 2657     |
| 82  | Женско становништво од 3 до 5 година које не похађа школу                                        | 2632     |
| 83  | Становништво од 6 до 11 година које не похађа школу                                              | 491      |
| 84  | Мушко становништво од 6 до 11 година које не похађа школу                                        | 254      |
| 85  | Женско становништво од 6 до 11 година које не похађа школу                                       | 237      |
| 86  | Становништво од 12 до 14 година које не похађа школу                                             | 474      |
| 87  | Мушко становништво од 12 до 14 година које не похађа школу                                       | 261      |
| 88  | Женско становништво од 12 до 14 година које не похађа школу                                      | 213      |
| 89  | Становништво од 15 до 17 година похађа школу                                                     | 12728    |
| 90  | Мушко становништво од 15 до 17 година похађа школу                                               | 6347     |
| 91  | Женско становништво између 15 и 17 година живота у школи                                         | 6381     |
| 92  | Становништво од 18 до 24 године похађа школу                                                     | 13967    |
| 93  | Мушко становништво од 18 до 24 године похађа школу                                               | 7157     |
| 94  | Женско становништво од 18 до 24 године похађа школу                                              | 6810     |
| 95  | Становништво од 8 до 14 година које не може да чита и пише                                       | 258      |
| 96  | Мушко становништво старосног доба од 8 до 14 година које не може да чита и пише                  | 142      |
| 97  | Женско становништво старосног доби од 8 до 14 година које не може да чита и пише                 | 116      |
| 98  | Становништво од 15 година и више које је неписмено                                               | 1982     |
| 99  | Мушко становништво од 15 година и више које је неписмено                                         | 566      |
| 100 | Женско становништво од 15 година и више које је неписмено                                        | 1416     |
| 101 | Становништво старо 15 и више година без школовања                                                | 3111     |
| 102 | Мушко становништво старо 15 и више година без школовања                                          | 1037     |
| 103 | Женско становништво старо 15 и више година без школовања                                         | 2074     |
| 104 | Становништво старосног доба 15 и више година са непотпуним основним образовањем                  | 7168     |
| 105 | Мушко становништво старосног доба од 15 година и више са непотпуном основним образовањем         | 2574     |
| 106 | Женско становништво старосног доба 15 и више година са непотпуном основним образовањем           | 4594     |
| 107 | Становништво старо 15 и више година са комплетним основним образовањем                           | 20313    |
| 108 | Мушко становништво старо 15 година и више са комплетним основним образовањем                     | 8007     |
| 109 | Женско становништво старо 15 и више година са комплетним основним образовањем                    | 12306    |
| 110 | Становништво старосног доба 15 и више година са непотпуним средњим образовањем                   | 7869     |
| 111 | Мушко становништво старосног доба од 15 година и више са непотпуним средњим образовањем          | 4263     |
| 112 | Женско становништво старосног доба од 15 година и више са непотпуним средњим образовањем         | 3606     |
| 113 | Становништво старо 15 и више година са пуним секундарном образовањем                             | 44208    |
| 114 | Мушко становништво старосног доба од 15 година и више са пуним секундарном образовањем           | 21479    |
| 115 | Женско становништво старосног доба од 15 година и више са пуним секундарном образовањем          | 22729    |
| 116 | Становништво старије од 18 година са постосновним образовањем                                    | 113302   |
| 117 | Мушко становништво старије од 18 година са постосновним образовањем                              | 56134    |
| 118 | Женско становништво старије од 18 година са постосновним образовањем                             | 57168    |
| 119 | Просечна оцена школовања                                                                         | 10.87    |
| 120 | Просечан ниво образовања мушке популације                                                        | 11.14    |
| 121 | Просечан ниво образовања женског становништва                                                    | 10.62    |
| 122 | Економски активно становништво                                                                   | 119932   |
| 123 | Економски активна мушка популација                                                               | 75399    |
| 124 | Економски активна женска популација                                                              | 44533    |
| 125 | Становништво које није економски активно                                                         | 100098   |
| 126 | Мушко становништво које није економски активно                                                   | 29198    |
| 127 | Женско становништво које није економски активно                                                  | 70900    |
| 128 | Запослено становништво                                                                           | 112881   |
| 129 | Запослено мушко становништво                                                                     | 70457    |
| 130 | Запослено женско становништво                                                                    | 42424    |
| 131 | Незапослена популација                                                                           | 7051     |
| 132 | Незапослена мушка популација                                                                     | 4942     |
| 133 | Незапослена женска популација                                                                    | 2109     |
| 134 | Становништво без права на здравствене услуге                                                     | 87783    |
| 135 | Становништво које има право на здравствене услуге                                                | 186773   |
| 136 | Становништво које има право на ИМСС                                                              | 139426   |
| 137 | Становништво које има право на социјално осигурање                                               | 16080    |
| 138 | Становништво које има право на државно социјално осигурање                                       | 3674     |
| 139 | Становништво које има право на опште осигурање или здравствено осигурање за нову генерацију      | 15991    |
| 140 | Становништво које је било једном или није било у браку током 12 година и више                    | 78832    |
| 141 | Венчано или уједињено становништво од 12 година и више                                           | 119495   |
| 142 | Становништво које је било у браку или уједињено 12 година и више                                 | 21914    |
| 143 | Становништво са католичком религијом                                                             | 228744   |
| 144 | Протестанти, еванђелисти и библијски следбеници различити од еванђелиста                         | 24357    |
| 145 | Становништво са другим религијама различитим од претходних                                       | 657      |
| 146 | Становништво без религије                                                                        | 15477    |
| 147 | Укупно пописаних домаћинства                                                                     | 74086    |
| 148 | Пописна домаћинства на челу са мушкарцима                                                        | 55978    |
| 149 | Пописна домаћинства на челу са женама                                                            | 18108    |
| 150 | Становништво у пописним домаћинствима                                                            | 275056   |
| 151 | Становништво у пописним домаћинствима на челу са мушкарцима                                      | 217057   |
| 152 | Становништво у пописним домаћинствима на челу са женама                                          | 57999    |
| 153 | Укупно домаћинстава                                                                              | 94839    |
| 154 | Укупно насељених домаћинстава                                                                    | 75062    |
| 155 | Укупно приватних кућа                                                                            | 93863    |
| 156 | Насељени приватни домови                                                                         | 74086    |
| 157 | Укупно насељених приватних кућа                                                                  | 75055    |
| 158 | Ненасељене приватне куће                                                                         | 15607    |
| 159 | Појединачна домаћинства за привремену употребу                                                   | 4170     |
| 160 | Становници у насељеним приватним кућама                                                          | 275056   |
| 161 | Насељеност станара у приватним становима                                                         | 3.71     |
| 162 | Просечно становника по соби у приватним насељеним домаћинствима                                  | 0.82     |
| 163 | Појединачна домаћинства са подовима од различитих материјала од земље                            | 71976    |
| 164 | Појединачна домаћинства у приземљу                                                               | 1188     |
| 165 | Појединачна домаћинства са једном спаваћом собом                                                 | 9806     |
| 166 | Појединачна домаћинства са две спаваће собе и више                                               | 63959    |
| 167 | Појединачна домаћинства са једним собом                                                          | 701      |
| 168 | Појединачна домаћинства са две собе                                                              | 2296     |
| 169 | Појединачна домаћинства са 3 собе и више                                                         | 70664    |
| 170 | Појединачна домаћинства која имају електрично светло                                             | 73862    |
| 171 | Појединачна домаћинства која немају електрично светло                                            | 33       |
| 172 | Појединачна домаћинства која имају водоводну воду у стамбеном простору                           | 73317    |
| 173 | Појединачна домаћинства која немају водоводну воду у стамбеном простору                          | 317      |
| 174 | Појединачна домаћинства која имају тоалет                                                        | 73635    |
| 175 | Појединачна домаћинства која имају канализацију                                                  | 73495    |
| 176 | Појединачна домаћинства која немају канализацију                                                 | 81       |
| 177 | Појединачна домаћинства која имају електрично светло, довод воде из јавне мреже и канализацију   | 73086    |
| 178 | Појединачна домаћинства без икаквих услова                                                       | 77       |
| 179 | Појединачна домаћинства која имају радио                                                         | 67651    |
| 180 | Појединачна домаћинства која имају телевизор                                                     | 73225    |
| 181 | Појединачна домаћинства која имају фрижидер                                                      | 70580    |
| 182 | Појединачна домаћинства која имају машину за веш                                                 | 63628    |
| 183 | Појединачна домаћинства која имају аутомобил или комби                                           | 36525    |
| 184 | Појединачна домаћинства која имају рачунар                                                       | 38610    |
| 185 | Појединачна домаћинства која имају фиксну телефонску линију                                      | 54999    |
| 186 | Појединачна домаћинства која имају мобилни телефон                                               | 60511    |
| 187 | Појединачна домаћинства која имају приступ интернету                                             | 28479    |